# Jan Gerrit van Wassenaer van Duvenvoorde
El baró Jan Gerrit van Wassenaer van Duvenvoorde (La Haia, 1672 - Rozenburg, 1723), va ser "luitenant-admiraal" d'Holanda i Frísia Occidental (1709-1711) i va participar en la major part de les accions militars de la marina holandesa durant la Guerra de Successió. A partir de 1711 i fins a la seva mort va ser "luitenant-admiraal" de l'almirallat d'Amsterdam.

## Biografia
Va ser el tercer fill del baró Jacob van Wassenaer i de la baronessa Jacoba van Liere, i germà del senyor de Rozenburgh. El 1707 es va casar amb la baronessa Maria Jacoba van Liere (1682-1718), cosina seva i filla de Willem Geertruyd i de la baronessa Anna van Wassenaer.

## Accions militars

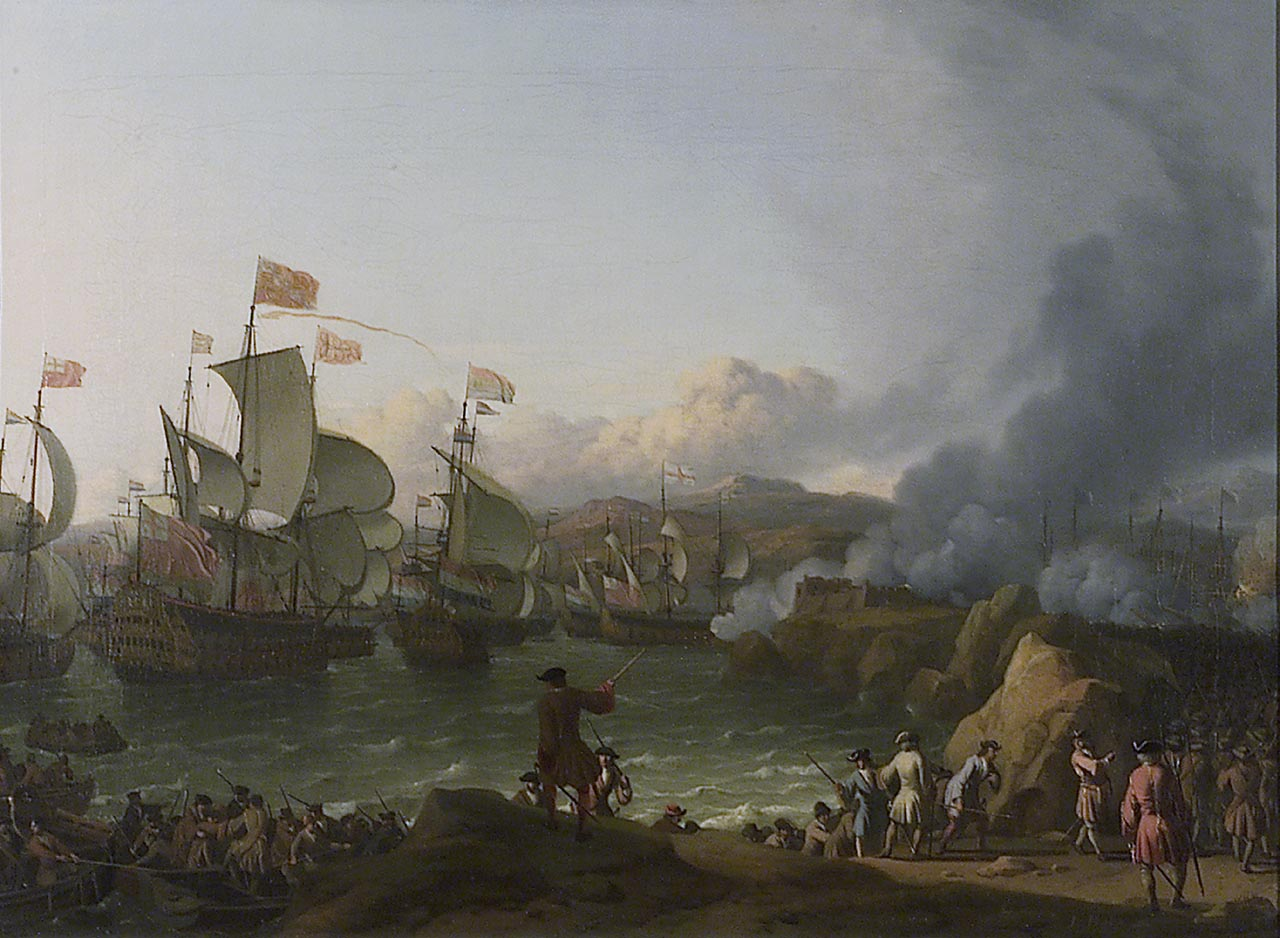
La batalla de la badia de Vigo, per Ludolf Bakhuizen (1702)

Als 10 anys s'incorporà al servei naval com a guàrdia-marina. El 1690 obtingué la graduació de capità per mèrits extraordinaris. El 1691 es va fer càrrec, amb 19 anys, d'un vaixell de 50 peces d'artilleria, combatent a la batalla de La Hougue (1692). Participà en la major part de les accions militars de la marina holandesa durant la Guerra de Successió Espanyola. Participà en la batalla de Cadis (1702) sota el comandament dels almiralls anglesos George Rooke i James Butler, i va tenir un paper important a l'acció de la Ria de Vigo (1702). Va participar en la conquesta austriacista de Gibraltar i en la batalla de Vélez-Màlaga (1704). 

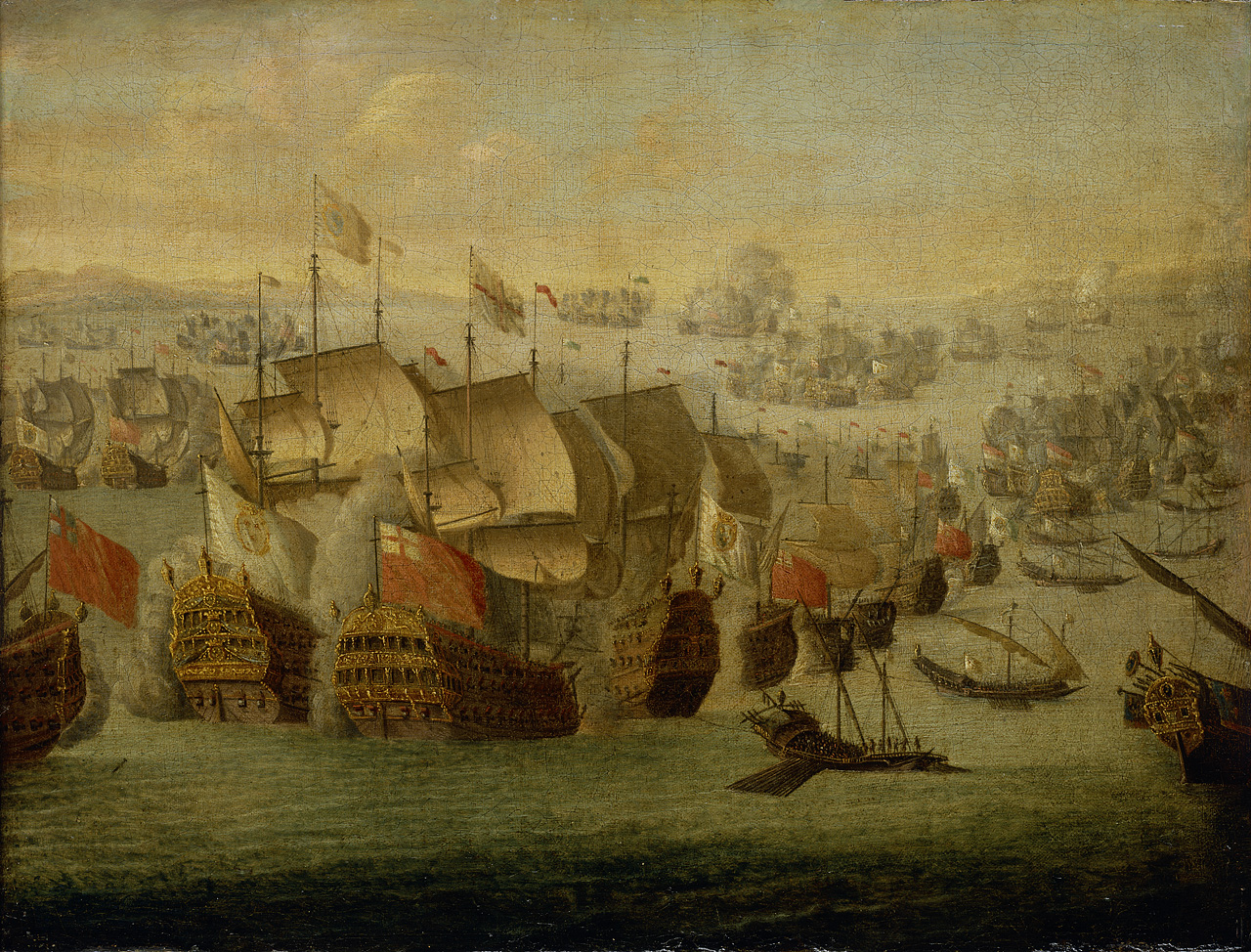
Batalla de Màlaga (1704)

Aquest mateix any, el 1704, va ser ascendit a vice-almirall d'Amsterdam. Després va ser al setge de Barcelona (1705), amb el vaixell insígnia "Unie" de 92 canons. El 1706 participà en l'ofensiva sobre Alacant i Cartagena. Després, guanyà per a Carles III, sota el comandament de l'almirall John Leake, les illes d'Eivissa i Mallorca. Va ser al setge de Toló (1707) i a les accions de Saint Malo i al bombejament de Granville. El 1707 i el 1708 va ser el comandant en cap de la flota neerlandesa del Mediterrani. El 1709 va ser designat tinent-almirall. Segons sembla, parlava un anglès excel·lent i això el va ajudar en les seves relacions amb l'almirallat britànic. Es va retirar poc després del servei actiu i va morir el 29 d'octubre de 1723. A partir de 1709 ja no va ser mai més a la mar, tot i ser "luitenant-admiraal" d'Holanda i Frísia Occidental i, a partir de 1711, "luitenant-admiraal" a l'almirallat d'Amsterdam.